# M'zarir
Vous pouvez aider à l'améliorer ou bien discuter des problèmes sur sa page de discussion.
- Il ne cite pas suffisamment ses sources. Vous pouvez indiquer les passages à sourcer avec {{référence nécessaire}} ou {{Référence souhaitée}}, et inclure les références utiles en les liant aux notes de bas de page. (Marqué depuis novembre 2021)
- Son texte doit être wikifié : il ne correspond pas à la mise en forme Wikipédia (style, typographie, liens internes, liens entre les wikis, etc.). (Marqué depuis novembre 2021)

- Archive Wikiwix
- Bing
- Cairn
- DuckDuckGo
- E. Universalis
- Gallica
- Google
- G. Books
- G. News
- G. Scholar
- Persée
- Qwant
- (zh) Baidu
- (ru) Yandex
- (wd) trouver des œuvres sur Wikidata

M'zarir ou Imezdurar (en arabe :مزارير, en kabyle, Imezdurar signifie « les montagnards », en tifinagh : ⵍⵎⴻⵣⴹⵓⵔⴰⵔ) est un village de Kabylie situé dans la commune de Saharidj, daïra de M'Chedallah dans la wilaya de Bouira en Algérie, situé à 60 km à l’est de Bouira.
Au nord et à l’ouest, M'zarir est bordé par les majestueuses montagnes de la chaîne du Djurdjura.
Le village est bâti à flanc de montagne, cette bourgade est située sur le versant nord du Djurdjura à plus de 800 mètres d'altitude, offrant ainsi des paysages spectaculaires et un cadre naturel exceptionnel.

## Géographie

### Localisation
Le village de M'zarir se situe au nord-est de la wilaya de Bouira.
| Daïra d'Ouadhia | Daïra d'Ouacif | Daïra de Beni Yenni |
| Tikejda         | M'zarir        | Aghbalou            |
|                 | Saharidj       |                     |

## Toponymie
Le nom du village provient du mot tamazight Amsedrar , son pluriel, Imesdurar, signifie « les montagnards » ou encore Imezdagh udrar. Une autre hypothèse propose que le nom pourrait dériver d'une combinaison de deux mots tamazight : Imes (« le feu ») et Urar (« la fête »), ce qui évoquerait « le feu et la fête ». Dans sa version arabisée, la particule change et devient M'zarir. À travers l’histoire, notamment durant la période coloniale, plusieurs orthographes ont été relevées, telles que M'zarir, Mzarir ou encore Mazarir.

## Histoire
M'zarir, également connu sous le nom d'Imezdurar, compte parmi les 13 villages de la tribu d'Imchedallen . Il se distingue en étant le seul village de la tribu à regrouper trois bourgs (localités ou lieux) différents. Les premières familles à s'y établir venaient de Tagemunt et Tukacht, avant de s'installer définitivement dans l'emplacement actuel de M'zarir.
Au fil des siècles, et plus précisément après 3 ou 4 siècles, de nombreuses familles ont disparu, ont quitté le village ou se sont dispersées. Malgré ces bouleversements, les familles restantes ont uni leurs forces pour fonder une communauté solide, composée de quinze familles réparties au sein de quatre grandes maisons ou clans , appelées Adrum en kabyle.
M'zarir est réputé pour ses nombreux lieux et sites d’intérêt historique et touristique, qui témoignent de son patrimoine culturel et naturel comme : Aqarav (Cimetière), Tara lhaq (Source d'eau), Ameziav (Source d'eau), Lekka (en français le quai), lghir imezdurar (La grotte de M'zarir), L3insar averkan (Source d'eau), Ahanu, Vugechul, Thahemeth, Tizrutin, Tuvrazin, Tisemumin, Anar n tzemurt, Tizi m leqvis, Ta3ekast g iger ali, Ighzer bukhejan, Ighzer n tzizwa, Idghaghen n tessirt, Ifran, Ageni n buzid, Tigherghar, Ifri n tsedarin, Ichew u mahrum, Ti3winin, Khendegar , Ulahlil , Tama n tezgi , Sanoun , Amerah n ath laksar , Tawkachth, Tagnitt , Timarkoumin , Lahrayaq , Tigherghar ,Tasqamouth , Tagargourth, Ageni Lqidhon , Ageni B adhou , Tizra m jvar , Akhejid medloug , Thakersant , Thikhemirin , Tisemlal , Thamdoucht ... , Isegnan , L3inser n teffah , Iherqan , Tigerth g ighil , Thawnenechth , thala m-ussi , thagemount , tighvirine , Vusenan , Alma b akli , alma n ath messaoud , Azrou Vuwusran ,Amrah lgendouz , Thazoulighth ,Thalemat , Ta3ewint Tassemat , Thala mimedhran , Agenni n barzan , Akechrar , Tarkhamth , Tiffiras, tara lqayed, Thizi metmezwaghth , Agenni Ameqran , A3rur , thakhrivth , Vu thezra , Thaghourfett, Vuqelmoun , Tassa bulli , illegan , ifran burekan , tazrut ibuben tayed , Tivre3qay , Thisemlal , Isegnan , Thala mi madran , Azro vuwesuren , Tahrawant narvi3 , Ich n tghidet , Asenja , Tahemamt ...  etc.

### Guerre d'Algérie(1954-1962)
M'zarir a été le théâtre de nombreuses actions de guerre, de mouvements militaires et de résistance contre l'armée française durant la Guerre d'Algérie, grâce à son emplacement stratégique en zone montagneuse. Après huit années de conflit, le village a payé un lourd tribut, perdant (65) soixante-cinq de ses habitants, parmi lesquels des hommes, des femmes et des enfants.
Il existe plusieurs mouvements et évènements marquants sur le territoire de M'zarir comme :  
- l'embuscade du 30 et 31 octobre 1955,
- l'embuscade du 10 mars 1957,
- l'opération du colonel Marcel Bigeard du 27 au 29 juin 1957,
- les bombardements d'artillerie et aériens en été 1957,
- les opérations de ratissage militaire en juillet, octobre, novembre et décembre 1958,
- les massacres du 3 au 7 mars 1959 lors de l'enlèvement de dix membres de la famille franco-italienne Cesaro par un groupe de maquisards algériens,
- les opérations de ratissage militaire en juillet puis les 28 et 29 octobre 1959, les 7 et 8 novembre 1959 et les 15, 17 et 18 mars 1960,
- l'opération Jumelles le 22 juillet 1959, la bataille du 2 octobre 1959,
- les embuscades des 7, 8 et 9 septembre 1960 et du 8 octobre 1960.

Plusieurs maquisards ou moudjahidines originaires de M'zarir ont également pris part à la lutte pour l'indépendance, non seulement sur leur propre territoire, mais aussi dans d'autres localités voisines telles que Saharidj, M'Chedallah, Ahnif, El Adjiba et la Crête Rouge, ainsi qu'en wilaya de Tizi Ouzou, notamment à Timeghras, Iboudraren, Ouacif, et même en France.

### Guerre civile algérienne(décennie noire 1991-2002)
Durant les années 1990, le village de M'zarir a énormément souffert du terrorisme. Quatorze (14) de ses meilleurs enfants ont été massacrés, ce qui a poussé les habitants à fuir et quitter le village en masse.

## Climat
M'zarir se situe dans une zone au climat montagnard. En raison des massifs montagneux qui entourent le village, le climat se caractérise principalement par des hivers longs, froids et enneigés, ainsi que des étés frais et humides, souvent accompagnés d'orages en soirée.

## Économie
L'économie de la région repose essentiellement sur le travail des petites parcelles individuelles et sur l'arboriculture, avec la culture de figues, d'olives et de cerises. La majorité des habitants vivent de l'apiculture et de l'élevage, notamment des bovins et des chèvres. Cependant, la région a beaucoup souffert de la misère, du chômage et des conditions de vie difficiles, ce qui a poussé de nombreux habitants à quitter leur village. Certains se sont installés dans d'autres régions d'Algérie, telles que Saharidj, M'Chedallah, Ahnif, El Adjiba, Crête Rouge, Bechloul, Bouira, Akbou, Béjaïa, Tizi Ouzou, Alger, Jijel etc, tandis que d'autres ont émigré à l'étranger, notamment en France, au Canada, aux États-Unis, en Suède, et même au Brésil, etc.
Le village est plus connu pour ses richesses naturelles multiples comme la source noire (L3insar Averkan) : dont le débit moyen est de 400 litres par seconde, et qui peut dépasser les 1000 litres en hiver. Auparavant avant d'indépendance, la source faisait fonctionner une centrale hydroélectrique implantée à Illiten (village de la commune de Saharidj). Depuis l'indépendance jusqu'à maintenant plusieurs localités de la Daïra de M'Chedallah sont alimentées via les eaux de cette source. Aussi avec ses beaux paysages touristiques et ses fabuleux sites proches du parc national du Djurdjura et de Tikjda. Durant les années 1990 la région a énormément souffert du terrorisme, ce qui a poussé les gens à quitter le village. Ces dernières années, le calme est revenu. L'amélioration des infrastructures, notamment des routes et la rénovation des maisons, a contribué au retour de certains habitants dans leur village.

## Administration
Le village est équipé d'une salle de soins, d'un bureau de poste et d'une école primaire, répartis sur l'ensemble du village. Cependant, ces infrastructures sont malheureusement abandonnées en raison de leur état dégradé, conséquence de la décennie noire (les années 1990), et ce, jusqu'à aujourd'hui.

## Tourismeet activités
1- Imezdurar est une destination idéale pour les amateurs de tourisme de montagne et d'écotourisme. Les visiteurs peuvent y pratiquer la randonnée, l'escalade et profiter de la beauté naturelle environnante. La proximité avec le parc national du Djurdjura, reconnu pour sa biodiversité et ses paysages époustouflants, offre des opportunités supplémentaires pour les passionnés de nature.
Des initiatives locales visent à promouvoir le tourisme authentique, comme l'organisation de manifestations culturelles réunissant plusieurs wilayas pour mettre en valeur l'hébergement chez l'habitant et les traditions locales. De plus, des structures d'accueil proposent des hébergements typiques, permettant aux visiteurs de s'immerger dans la culture kabyle tout en profitant du confort moderne.
2- Chaque année, le village d'Imezdurar organise un tournoi de football réunissant les hvillagois et les enfants du village dans une ambiance conviviale et familiale. Cet événement sportif est une véritable tradition locale, permettant aux générations de se retrouver autour du sport, de renforcer les liens communautaires et de célébrer l’esprit de camaraderie.
Le tournoi se déroule généralement sur un terrain aménagé spécialement pour l’occasion, où jeunes et adultes participent avec enthousiasme. Les équipes sont souvent composées de joueurs issus du village, et parfois même d’invités venant des localités voisines. Au-delà de l’aspect sportif, cette rencontre est aussi une opportunité pour les familles de partager des moments festifs, avec des repas traditionnels, des animations et parfois même des spectacles culturels. C’est un événement qui incarne parfaitement les valeurs d’unité et de solidarité du village.
3- Chaque vendredi, les villageois d'Imezdurar se réunissent pour mener des travaux de réhabilitation et de reconstruction. Cette initiative communautaire, lancée durant la pandémie de Covid-19, s'est pérennisée au fil des années. Grâce à leur engagement et à leur solidarité, le village retrouve peu à peu son éclat d'autrefois.
Ces efforts incluent la rénovation des chemins, la restauration des anciennes maisons et l'amélioration des infrastructures locales. Cet élan collectif illustre l'attachement profond des habitants à leur village ainsi que leur volonté de préserver et d'embellir leur patrimoine pour les générations futures.
4- Grâce au soutien des autorités locales et nationales, ainsi qu'à l'implication de ses habitants, le village d'Imezdurar est en passe de devenir la perle du Djurdjura dans les prochaines années, tant sur le plan du tourisme que de la préservation des traditions. Les efforts conjugués en matière de rénovation, de modernisation des infrastructures et de sauvegarde du patrimoine redonnent au village tout son éclat, faisant de lui une destination incontournable en Algérie.